# آنژلیک بویه
آنجلیک بویه (فرانسوی: Angelique Boyer‎؛ زادهٔ ۴ ژوئیهٔ ۱۹۸۸) یک هنرپیشه، و خواننده اهل فرانسه است. وی از سال ۲۰۰۴ میلادی تاکنون مشغول فعالیت بوده‌است.